# Ryzec dubový
Ryzec dubový (Lactarius quietus (Fr.) Fr. 1838) je jedlá houba nižší kvality, jeho nahořklá chuť se vařením ztrácí. Roní bělavé, nebo bělavě vodnaté mléko, které na vzduchu žloutne. Zejména starší plodnice mají nepříjemný ploštičný zápach.

## Synonyma[2]
Agaricus quietus Fr. 1821
Lactifluus quietus (Fr.) Kuntze 1891

## Popis[2]

### Klobouk
je široký 40–100 mm, v mládí vyklenutý, v dospělosti plochý až vmáčklý, bez středového hrbolu, červenohnědý až kožově hnědý, matný, někdy nevýrazně kruhatý nebo s tmavšími skvrnami. Okraj klobouku je v mládí podvinutý, u starších plodnic často zvlněný nebo laločnatý, někdy nevýrazně rýhovaný. Pokožka klobouku je za sucha spíše matná, ojíněná, za vlhka slizká až lepkavá.

### Lupeny
jsou husté, vysoké 3–7 mm, mírně sbíhavé na třeň, okrové až skořicové, ve stáří na ostří rezavě hnědě skvrnité a bělavě poprášené výtrusným prachem.

### Třeň
je válcovitý, 30–100 x 5–20 mm, v mládí pevný a plný, později houbovitě vycpaný, zbarvený obdobně jako klobouk, stářím rezavějící.

### Dužina
je bělavá, načervenalá až nahnědlá, tuhá, v mládí téměř bez vůně, v dospělosti voní nepříjemně (ploštičně). Roní bělavé nebo bělavě vodnaté mléko, které na vzduchu pomalu žloutne. Chuť mléka i dužniny je mírně nahořklá, avšak nepalčivá.

### Výtrusný prach
je smetanový, jeho barva odpovídá hodnotě 2b podle stupnice Romagnesi (pro holubinky).

### Výtrusy
jsou široce eliptické, 6,5–9 x 6–7,5 µm velké, se středně vysokou ornamentikou s četnými spojkami.

## Výskyt
Roste hojně od nížin do podhůří, často ve skupinkách zejména v listnatých lesích pod duby, se kterými tvoří mykorhizu. Fruktifikuje od června do října. 

## Použití
Dle některých zdrojů jedlá houba podřadné chuti, kdy se hořká chuť tepelnou úpravou ztrácí.  Podle jiných zdrojů jde však o nejedlý druh ryzce.  Nelze jej proto s jistotou doporučit ke konzumaci, pokud by jej někdo chtěl sbírat, měl by preferovat mladší plodnice, bez typicky silného ploštičného zápachu.

## Podobné druhy
Ryzec hnědý - hlavním rozdílem je vodnaté mléko a výrazná vůně po maggi, roste také nejčastěji ve vlhkých jehličnatých lesích.
Ryzec syrovinka - za tento ryzec je asi nejčastěji zaměňován. Zejména poslední dobou s rozmachem internetu lidé pátrají častěji po ryzci syrovince a domů si donesou ryzec dubový. Ryzec syrovinka je však statnější, více do oranžova a voní výrazně aromaticky po slanečcích.
Další záměny mohou být např. za ryzec ryšavý, ryzec kafrový a nebo velmi vzácný ryzec rudohrdlý (Lactarius rubrocintus)